# Valdemar Vedel
Valdemar Vedel (født 9. november 1865 i København, død 16. februar 1942 i Birkerød) var en dansk forfatter. Vedel var søn af gehejmelegationsråd Peter Vedel og hustru F. Vedel født Hebbe.
Han blev student fra Metropolitanskolen 1882 og juridisk kandidat 1887; i 1888 vandt han universitetets guldmedalje for en filosofisk afhandling Om Ret og Moral, i 1890 den filosofiske doktorgrad med Studier over Guldalderen i dansk Digtning. Vedel var assistent i kultusministeriet 1891-96; fra 1895 var han ansat som docent i almindelig litteraturhistorie ved universitetet og fra 1912 som professor indtil 1935. Endvidere var han fra 1897 overbestyrer af Københavns kommunes folkebiblioteker. 1893-1903 holdt han kulturhistoriske forelæsninger ved Kunstakademiet; fra 1901 til 1907 redigerede han tidsskriftet Tilskueren. I 1890-91 foretog han en rejse til Tyskland og Italien (skildret i Fra Italien, 1892) og har desuden flere gange rejst i Tyskland, Frankrig, Italien og Skandinavien. – Foruden ovennævnte bøger har Vedel udgivet en fortælling Stavnsbaand (1888), en studie over Dante (1892), Svensk Romantik (1894) og 2 store litterær-kulturhistoriske undersøgelser By og Borger i Middelalderen (1901), og Helteliv (1903). I Julius Clausens Verdenslitteraturhistorie har han skildret den franske litteraturs historie, hvorhos han har skrevet en række kritikker og afhandlinger i blade og tidsskrifter m. m., således om Ibsen og Danmark i festskriftet for Ibsen (1898).
Vedel havde ikke sit hjerte ved juraen, derimod droges han stærkt af filosofien, især psykologi og sociologi, men litteraturstudiet, der havde fængslet ham tidligst, blev hans livsgerning. I sin disputats tog han dansk digtning til emne og har fulgt den årvågent siden, men hans lyst står til langfærd i litteraturen. Med utrættelig arbejdsevne og rastløs kundskabsattrå har han dyrket de forskelligste litteraturer og samlet en særdeles pålidelig, indgående og omfattende viden i sit fag. Og stoffet er blevet optaget af en selvvirksom, tankerig og frugtbar dømmekraft. Litteraturen er for ham ikke tryksager, men liv. Det er personernes eller periodernes sjæleverden, han fortrinsvis gransker, han dissekerer dem psykisk, uddrager og sammenføj er deres væsensegenskaber, følger livets spil i dem. Han har et vidtfavnende syn, udpræget helhedssans og evne til at finde det fælles i enkelthedernes myldr. Men han skyder ikke myldret til side. Han lider ikke dem, der ville føre tingene tilbage til deres frø og afmagre verdenslivet til nogle formler. Han holder energisk udviklingens mangfoldighed fast. Han er frem for alt en kulturdyrker; den nye natur, menneskeslægten har føjet til den oprindelig givne, er ham den værdifuldeste. Som kritiker er Vedel lydhør for nybegyndelser, redelig og forstående i sine domme; hans retfærdighedstrang kan snarest gøre ham vel imødekommende over for modstandere, og hans stræben efter nuanceret nøjagtighed i udtrykket kan lade det synes skarpere end ment.
Hans stil er hastende, livfuld og farverig; han ynder at lægge sit stof fyldig frem, så læseren kan nemme det stærkt og umiddelbart, men gør stundom for meget af det gode. Vedel er bogmand, men hans hu søger mennesker. Han føler for sig og sin samtid en heftig trang til stadig at holde tankerne rørige og fornyede. Han er angst for at brænde fast og forbenes i gængse anskuelser, han må se sagerne fra den anden side, krænge partidogmerne, dukke ned til det grundvæsentlige og fællesmenneskelige, gøre følelserne friske og levende. Denne higen er især kommet til orde i de vægtige og personlig følte afhandlinger Om Nydannelser i Tidens Aandsliv, Spillets Formler, Humanisme og Nikodemus’ Skriftemaal (Tilskueren 1892, 1894, 1899 og 1901).
Vedel ægtede 15. oktober 1892 Simona Friboline Neukirch (5. januar 1862), datter af distriktslæge Simon Peder Neukirch (4. marts 1811 – 13. maj 1891) og Anine Friboline født Drewsen (født 7. juli 1833).